# Pangadegan (Pagelaran)
Pangadegan is een bestuurslaag in het regentschap Cianjur van de provincie West-Java, Indonesië. Pangadegan telt 5975 inwoners (volkstelling 2010).